# A Census of New South Wales Plants
A Census of New South Wales Plants (abreviado  Census N.S.W. Pl.) es un libro con descripciones botánicas que fue escrito conjuntamente por Joseph Henry Maiden y Ernst Betche, y que fue editado en el año 1916.